# Bordj Ben Azzouz
Bordj Ben Azzouz (în arabă برج بن عزوز) este o comună din provincia Biskra, Algeria.
Populația comunei este de 12.702 locuitori (2008).